# Hasan Kamil Sporel
Hasan Kamil Sporel (Isztambul, 1894 – 1969) török válogatott labdarúgó. Pályafutása során hátvédként egyedül a Fenerbahçe SK csapatában lépett pályára. Testvére, Zeki Rıza Sporel szintén válogatott labdarúgó és a Fenerbahçe játékosa volt.

## Pályafutása
Pályafutása kezdetén a Galatasarayban játszott. 1911-ben, tizenhét évesen került a másik isztambuli klubhoz, a Fenerbahçéhez, ahol egész felnőtt pályafutását töltötte és ahol együtt játszott testvérével, Zeki Rıza Sporellel. 1914. január 4-én a Galatasaray ellen 4-2-re megnyert találkozón mesterhármast szerzett, a krónikák szerint a török labdarúgók közül elsőként. 
1923-ban tagja volt az első török válogatott keretnek, majd csapatkapitánya a pályára lépő együttesnek. 1914-ben tanulmányai miatt az Egyesült Államokba költözött ahol egyetemi csapatokban játszott, majd hazatérésekor újra a Fenerbahçe játékosa lett. A kor legjobb védőpárosát alkották Cafer Çağatayjal. Pályafutása befejezése után Fenerbahçe elnöke volt.